# Ingrid Michaelson
Ingrid Ellen Michaelson (Staten Island, 8 dicembre 1979) è una cantautrice statunitense, nota soprattutto per i singoli The Way I Am, Be OK, Maybe. Altri suoi brani sono stati inseriti in serie tv di successo..

## Biografia
Nata da padre musicista e madre scultrice, Ingrid ha iniziato a suonare il pianoforte a 4 anni, proseguendo poi gli studi. Al college, dove si è diplomata in teatro, ha incontrato la sua vocal coach. Ha iniziato a cantare in gruppo a cappella, poi ha deciso di intraprendere la carriera da solista. Nel 2005 uscì il suo primo album Slow the Rain e iniziò a farsi conoscere. Le sue canzoni sono state utilizzate in diverse serie televisive, tra cui Grey's Anatomy, One Tree Hill e Scrubs. Nel 2007 pubblicò il suo secondo album Girls and Boys.
Verso la fine del 2008, Ingrid ha fatto da apripista alle tappe del tour europeo di Jason Mraz in Regno Unito, Svezia, Danimarca, Paesi Bassi, Germania e Francia. Nel dicembre dello stesso anno ha anche collaborato con Sara Bareilles nel singolo Winter Song, canzone contenuta nella compilation The Hotel Café Presents Winter Songs. Della canzone venne prodotto anche un video musicale a cartoni animati. Sempre nel 2008 pubblicò il suo terzo album Be Ok.
Nel 2009 scrisse il brano Parachute per Cheryl Cole, uscito come terzo singolo nel marzo 2010 dall'album 3 Words. Nella seconda metà dell'anno ha intrapreso il suo Everybody tour, tra America ed Europa, fino al 2010. Dal 2010 Ingrid ha una relazione con il collega Greg Laswell, che ha sposato il 16 gennaio 2011, come ha fatto sapere tramite Twitter. Nel luglio 2012 il singolo Everybody entra a far parte della colonna sonora del film LOL - Pazza del mio migliore amico. Nello stesso anno pubblicò il suo quarto album Human Again, al quale segue un tour mondiale.
Negli anni successivi pubblicò svariati album: Lights Out nel 2014, It Doesn't Have to Make Sense nel 2016, Songs for the Season nel 2018 e Stranger Songs nel 2019. Nel 2021 ha pubblicato il singolo To Begin Again in collaborazione con il cantante britannico Zayn.

## Discografia

### Album
- 2005 - Slow the Rain
- 2007 - Girls and Boys
- 2008 - Be Ok
- 2009 - Everybody
- 2012 - Human Again
- 2014 - Lights Out
- 2016 - It Doesn't Have to Make Sense
- 2018 - Songs for the Season
- 2019 - Stranger Songs
- 2024 - For the Dreamers

### Singoli
- 2007 - The Way I Am
- 2008 - Be OK
- 2008 - Winter Song (con Sara Bareilles)
- 2009 - Turn to Stone
- 2009 - All Love
- 2009 - Maybe
- 2011 - Ghost
- 2021 - To Begin Agains (con Zayn)